# سیارک ۱۸۶۶۱
سیارک ۱۸۶۶۱ (به انگلیسی: 18661 Zoccoli، نامگذاری:1998FT34) هجده هزار و ششصد و شصت و یکمین سیارک کشف شده‌است که در ۲۰ مارس ۱۹۹۸ کشف شد.
قدر مطلق سیارک برابر ۱۲.۳ است.